# NGC 1035
NGC 1035 je galaksija u zviježđu Kit.

## Vanjske poveznice
- SEDS: NGC 1035